# Fais pas ci, fais pas ça (televisieserie)
Fais pas ci, fais pas ça is een Franse televisieserie bedacht door Anne Giafferi en Thierry Bizot. De serie wordt sinds 8 september 2007 uitgezonden op France 2. Het eerste seizoen werd net voor prime time (19-20 uur) uitgezonden. Het tweede seizoen ging van start op 22 april 2009 en het derde seizoen begon op 24 november 2010. Sinds september 2010 wordt de serie ook uitgezonden op TSR 1 in Zwitserland. Een vierde seizoen is in aanmaak en zal uitgezonden worden vanaf 22 september 2011 op France 2.

## Synopsis
Geïnspireerd op reële en meegemaakte dagelijkse gebeurtenissen door miljoenen ouders en kinderen, volgt deze serie het dagelijks leven van twee getikte families tijdens een schooljaar. Zowel bij de familie Lepic als Bouley zijn de ouders onvolwassen, neurotisch en angstig vanwege hun verantwoordelijkheden. Het eerste seizoen van de serie werd gefilmd volgens het concept van mockumentary, in het tweede seizoen stapte men af van dit concept.
- De familie Bouley: Valérie, 38 jaar oud, werkt in een groot communicatiebedrijf als projectverantwoordelijke. Haar man, Denis, 37 jaar, was tijdens het eerste seizoen in "periode van professionele herstructurering", anders gezegd werkloos. In het tweede seizoen werkt hij als animator in een bejaardentehuis, maar aan het begin van het derde seizoen wordt hij ook daar ontslagen en besluit vervolgens zijn kans te wagen in de showbizzwereld. Denis en Valérie weigeren de autoritaire aanpak van hun ouders. Ze willen Eliott, 8 jaar, en Tiphaine, 16 jaar, geboren uit het eerste huwelijk van Valérie, opvoeden in een samengestelde en moderne familie. Maar in de realiteit is het toch net anders: ze worden helemaal overrompeld door de gebeurtenissen, komen nooit overeen, veranderen constant hun opvoedingssysteem en falen in hun autoriteit. Ze willen vooral dat de kinderen van hen houden. Ze zijn tegen voorgekauwde ideeën en willen dat de kinderen zelf leren uit eigen ervaringen. Toch zijn ze gestresseerd en hebben ze de neiging alles te dramatiseren[2]. De Bouleys zijn fier dat ze geselecteerd werden voor deze reality show en denken dat ze een "zeer nauwkeurige opvoedingsmethode weergeven".
- De familie Lepic: Renaud, 43 jaar, is nummer drie (vervolgens nummer 2) in het bedrijf Binet, fabrikant van balneotherapiematerialen. Zijn vrouw, Fabienne, 39 jaar, is huisvrouw. Renaud en Fabienne Lepic geven als echte stamhoofden leiding aan hun familie: Christophe, 17 jaar, Soline, 16 jaar, Charlotte, 11 jaar en Lucas, 2 jaar. De Lepics zijn ervan overtuigd dat de strikte opvoedingsmethode, gekregen van hun ouders, de oplossing biedt aan alle hedendaagse jeugdproblemen. Ze loven de fundamentele waarden, zijn het over alles eens en vormen samen een "rationeel en wijs" koppel. Hun kinderen moeten, theoretisch gezien, in de pas lopen. Geen tijd om grapjes uit te halen, het motto is succes, zowel op sociaal als op educatief vlak. De Lepics willen alles beheersen en aflijnen, maar in de realiteit hebben ze de neiging uit te barsten bij de kleinste familiale crisis: schreeuwen en uitbarstingen tot gevolg[2]. In het begin ging Renaud niet akkoord om deel te nemen aan deze reality show, aangezien hij "tegen de televisie" is en omdat hij zich niet 24 op 24 wilde laten filmen tijdens een schooljaar. Uiteindelijk heeft hij toch geaccepteerd met als bedoeling: "Als we ouders kunnen helpen hun kinderen beter op te voeden, hen beter te begrijpen, waarom niet?"

## Rolverdeling

### Hoofdrolspelers
Les Bouley
- Bruno Salomone : Denis Bouley
- Isabelle Gélinas : Valérie Bouley
- Alexandra Gentil : Tiphaine Kalamian
- Lilian Duglois : Eliott Bouley
- Myrtille Gougat : Salomé Bouley (geboren tijdens het derde seizoen)

Les Lepic
- Guillaume De Tonquédec : Renaud Lepic en Daniel Lepic, de halfbroer van Renaud (tijdens het derde seizoen)
- Valérie Bonneton : Fabienne Lepic
- Yaniss Lespert : Christophe Lepic
- Tiphaine Haas : Soline Lepic
- Canelle Carré-Cassaigne : Charlotte Lepic
- Timothée Kempen Hamel : Lucas Lepic

Les Lenoir vanaf seizoen 4
- Anthony Kavanagh : Chris Lenoir
- Frédérique Bel : Tatiana Lenoir

### Bijrolspelers
- Cécile Rebboah : Corinne, collega en vriending van Valérie Bouley
- Norbert Ferrer : Manu, vriend van Denis Bouley

### Gastrollen

#### Seizoen 2
- Anémone : Mevrouw Fernet, de buurvrouw (afleveringen 1, 2, 5 en 6)
- André Manoukian : Thierry Kalamian, de vader en ex-man van Valérie Bouley (aflevering 1)
- Patrick Bruel : hemzelf, hij speelt zijn eigen dubbelganger (aflevering 2)
- Pascal Légitimus : hemzelf (aflevering 2)
- Mathilda May : zijzelf (aflevering 2)
- Barbara Schulz : zijzelf (aflevering 2)

#### Seizoen 3
- Bruno Solo : hemzelf (afleveringen 2, 3, 4 en 5)
- André Manoukian : Thierry Kalamian, de vader en ex-man van Valérie Bouley (aflevering 6)
- Isabelle Nanty : Christiane Potin, de oppas van Salomé Bouley (aflevering 6)
- Éva Darlan : moeder van Valérie
- Pierre Mondy : vader van Valérie Bouley (aflevering 7 en 8)
- Helena Noguerra : de schoolpsycholoog (aflevering 1 en 7)

## Afleveringen
In totaal zijn er tot op heden 26 afleveringen gemaakt, verspreid over drie seizoenen.

### Seizoen 1 (2007)
1. La rentrée des classes
2. Solidarité familiale
3. Plein la tête
4. Les bonnes résolutions
5. Les dix commandements
6. L'anniversaire des filles
7. Le premier bulletin
8. Toussaint
9. Pas d'inquiétude
10. Coup de froid
11. Toute vérité n'est pas bonne à dire
12. Ce n'est qu'un au revoir

### Seizoen 2 (2009)
1. Les bonnes manières
2. S.O.S. mères en détresse
3. La dynamique du cadre
4. Grosse déprime
5. Le temps des épreuves
6. Ah ! La belle vie

### Seizoen 3 (2010)
1. L'esprit de Noël
2. Les apparences sont parfois trompeuses
3. Le syndrome du pingouin
4. Le miracle de la vie
5. Couper le cordon
6. Aimez-vous Chopin ?
7. Le problème avec ma mère
8. La frite et le dindon

## Opmerkingen
- De naam van de serie werd overgenomen van de titel van een lied van Jacques Dutronc, dit liedje werd ook gebruikt als soundtrack.
- De twee families worden apart gefilmd. Het is pas tijdens de zesde aflevering dat de Lepics en de Bouleys elkaar ontmoeten om samen de verjaardag van Soline en Tiphaine te vieren in de tuin van de ouders van Valérie. In de seizoenen 2 en 3 ontmoetten ze elkaar vaker en worden ze uiteindelijk vrienden.
- Vanaf het tweede seizoen werd er afgestapt van het concept van mockumentary.
- Het eerste schooljaar is verspreid over de seizoenen 1 en 2, terwijl het tweede schooljaar centraal staat in het derde seizoen.
- Het vierde seizoen werd gefilmd van maandag 18 april tot en met vrijdag 6 augustus 2011.

### Fouten
Men kan enkele fouten bespeuren met betrekking tot de leeftijd van de kinderen:
- Eliott is 8 jaar tijdens het eerste schooljaar, zit op het collège het schooljaar daarop.
- Hetzelfde geldt voor Charlotte. Zij zit op de lagere school tijdens het eerste schooljaar, maar zit in derde middelbaar tijdens seizoen 3.

Nochtans zijn deze fouten zeker vrijwillig gemaakt, aangezien de seizoenen over verschillende jaren zijn gedraaid en de kinderen gegroeid zijn. Ze konden niet meer dezelfde leeftijd behouden in de serie, zoals dat oorspronkelijk bedoeld zou zijn.

### Filmproject
Emmanuel Chain, producer van de serie, heeft gezegd dat een film rond de serie in voorbereiding is.

### Amerikaanse versie
De televisiezender ABC heeft de rechten om het concept te bewerken bekomen in augustus 2008. Opgenomen zoals de Franse versie volgens het concept van mockumentary, volgt men in de Amerikaanse versie, Modern Family, de uitspattingen van drie families.

## Prijzen
- Festival de la fiction TV de La Rochelle 2007 : Prijs voor beste daytime voor aflevering 4 (Les bonnes résolutions)
- Festival de Luchon 2009 : Prijs voor beste serie

## DVD
- Fais pas ci, fais pas ça - Saison 1 (uitgebracht op 3 december 2007)

Bevat als extra's: bloopers, liedje opgenomen door Bruno Salomone Pas facile, pas cilefa (d'être papa), alsook enkele proefopnames van de acteurs.
- Fais pas ci, fais pas ça - Saison 2 (uitgebracht op 12 mei 2009)
- Fais pas ci, fais pas ça - Saison 3 (uitgebracht op 16 februari 2011)
- Fais pas ci, fais pas ça - Coffret Saisons 1 à 3 (uitgebracht op 16 februari 2011)